# Eric Smith
Eric M. Smith (Contea di Steuben, 22 gennaio 1980) è un assassino statunitense che all'età di tredici anni uccise un bambino di quattro, Derrick Joseph Robie, venendo poi condannato a una pena compresa fra nove anni e l'ergastolo.

## Biografia
Eric Smith, un ragazzo di tredici anni, il 2 agosto 1993 si stava recando in bicicletta in un centro estivo in un parco della città, sul tragitto incontrò Derrick Robie, di quattro anni, che abitando a pochi metri dal parco, si recava nel centro da solo; Eric lo attirò in un luogo isolato e tentò di strangolarlo con una busta di plastica e poi lo uccise sfondandogli il cranio con una grossa pietra. Mentre il bimbo era incosciente ma ancora vivo, Smith lo denudò abbassando i pantaloni e, preso un ramo d'albero, lo sodomizzò; poi aprì lo zaino del piccolo Derrick, prese un succo di frutta e lo rovesciò sul corpo, successivamente tolse le scarpe del bimbo, le mise vicino alle mani della vittima e se ne andò via. Il corpo nudo del bambino fu trovato alcune ore dopo.
Quando ritornò a casa lavò via le tracce di sangue dalla sua bicicletta e nella settimana successiva, sottoposto, come altri bambini a delle domande da parte della polizia, riuscì inizialmente a convincere gli inquirenti di essere estraneo ai fatti; venne risentito un'altra volta perché si ipotizzò che potesse aver visto qualcosa ma che avesse paura di parlare ma disse solo di averlo visto passare; la madre però capì che qualcosa non andava e lo ricondusse dalla polizia per un terzo interrogatorio, alla fine del quale poi confessò.

## Processo
Venne processato nel 1994 e, durante il processo, venne fatto notare dalla difesa che Eric Smith era incapace di reprimere gli impulsi violenti, che era stato molestato dal patrigno e che inoltre la madre aveva fatto uso durante la gravidanza di medicine antiepilettiche; venne comunque ritenuto colpevole dalla giuria e condannato per omicidio di secondo grado a una pena compresa fra i nove anni e l'ergastolo.

## Dopo il processo
Durante la sua permanenza in cella, Eric scrisse una lettera alla famiglia di Derrick:
Smith è stato ospitato in una struttura giovanile fino al 2001, quando è stato trasferito alla prigione di stato presso il Collins Correctional Facility, nella Contea di Erie (Stato di New York).
Dopo nove anni ha potuto chiedere la scarcerazione, ma almeno fino al 2020, ogni tentativo, che può ripetere ogni due anni, non ha dato mai esito positivo.
Il 1º febbraio 2022, Eric Smith è stato rilasciato dal carcere e attualmente vive in libertà vigilata.